# Жеста Гарена де Монглана
Жеста Гарена де Монглана (фр. La Geste de Garin de Monglane) — цикл французских эпических поэм XIII—XIV веков. Назван так по имени эпического основателя рода, хотя основное действующее лицо цикла — его правнук Гильом Оранжский. Число поэм, входящих в цикл, и его состав неоднократно пересматривались (одни исследователи включают сюда гипотетически существовавшие поэмы, другие добавляют поздние прозаические переработки, третьи считают самостоятельными произведениями существенно отличающиеся друг от друга варианты на один и тот же сюжет и т. д.). Основу цикла составляют примерно 25 поэм.
Жеста Гарена де Монглана развернулась из двух основных сюжетных ядер, к которым присоединились затем некоторые второстепенные сюжетные мотивы. Одно из этих сюжетных ядер, наиболее древнее, связано с рассказом о сокрушительном поражении, нанесенном армии франков полчищами сарацин, и о конечном реванше франков. Защитником империи выступает Гильом Оранжский или его племянник Вивьен. Другим древнейшим сюжетным ядром цикла является повествование о том, как Гильом стал советником юного и слабого короля Людовика, и как король отплатил ему неблагодарностью.
Состав поэм (в порядке эпической хронологии):
- Отрочество Гарена де Монглана
  - Жирар де Вьенн (две поэмы: Бертрана де Бар-сюр-Об и Челтенхемской рукописи)
  - Ренье де Женн
    - Гальен, восстановленный в своих правах

  - Симон Апулийский
- Гарен де Монглан
- Эрнальт де Боланд
- Эмери Нарбоннский
  - Нарбоннцы
    - Отрочество Гильома
      - Гвибер д’Андрена
      - Взятие Кордовы и Севильи

    - Осада Барбастра
    - Бев де Коммарши
    - Смерть Эмери Нарбоннского
- Коронование Людовика
- Нимская телега
- Взятие Оранжа
- Песнь о Гильоме
- Алисканс
  - Монашество Гильома (существенно различаются краткая и пространная редакции)
  - Отрочество Вивьена
  - Подвиги Вивьена
  - Фульк де Канди
- Битва с Локвифером
- Монашество Ренуара
- Отрочество Ренье